# Abundius (Name)
Abundius ist ein lateinischer männlicher Vorname.
Varianten
- lateinisch Abundius

- englisch Abundius
- französisch Abonde
- griechisch Avondios Abondios
- italienisch Abbondio

Namensträger
- Abundius von Rom (und Irenäus), (gest. 258 in Rom), Märtyrer und Heiliger, Gedenktag 23. oder 26. August
- Abundius (Märtyrer) (und Justus), (gest. um 283 in Beatia), Märtyrer und Heiliger, Gedenktag 14. Dezember
- Abundius (und Gefährten: Abundantius, Marcian, Johannes), (gest. um 304), katholischer Priester in Rom, Märtyrer und Heiliger, Gedenktag 16. September
- Abundius von Como (5. Jahrhundert), Bischof von Como, Heiliger, Gedenktag 2. April
- Abundius von Córdoba (gest. 854), spanischer Priester, Märtyrer und Heiliger, Gedenktag 11. Juli
- Abundius von Palestrina, italienischer Heiliger, Gedenktag 29. Oktober
- Abundius von Pietra Montecorvina, italienischer Märtyrer und Heiliger, Gedenktag 27. Februar
- Abundius der Sakristan (gest. um 564, auch Abonde oder Acontius), Sakristan im Petersdom, Heiliger, Gedenktag 14. April
- Abundius von Umbra (und Carpophorus), (gest. 303), Diakon, Märtyrer und Heiliger, Gedenktag 10. Dezember
- Abundius Maehler (1777–1853), Oberbürgermeister von Koblenz